# سبنسر ترمنجهام
جون سبنسر ترمنجهام (بالإنجليزية: J. Spencer Trimingham)‏ (1904 - 1987 م) هو مستشرق بريطاني.
من آثاره: «الإسلام في شرق أفريقيا»، ترجمة وتعليق محمد عاطف النواوي (مكتبة الأنجلو المصرية، القاهرة، 1973 م) و «الفرق الصوفية في الإسلام» ترجمة عبد القادر البحراوي (دار النهضة العربية للطباعة والنشر والتوزيع، بيروت، 1997 م).